# Trí Quả
Trí Quả là một phường thuộc tỉnh Bắc Ninh, Việt Nam.

## Địa lý
Phường Trí Quả có vị trí địa lý:
- Phía đông giáp phường Thuận Thành
- Phía tây giáp xã Thuận An, thành phố Hà Nội
- Phía nam giáp các phường Song Liễu và Ninh Xá
- Phía bắc giáp các xã Phật Tích và Đại Đồng.

Phường Trí Quả có diện tích 19,95 km², dân số 34.574 người, mật độ dân số đạt 1.733 người/km².

## Hành chính
Phường Trí Quả gồm có các khu dân cư: Trà Lâm, Tư Thế, Phương Quan, Xuân Quan và Văn Quan.

## Lịch sử
Trước đây, Trí Quả là một xã thuộc huyện Thuận Thành.
Ngày 13 tháng 2 năm 2023, Ủy ban Thường vụ Quốc hội ban hành Nghị quyết số 723/NQ-UBTVQH15 (nghị quyết có hiệu lực từ ngày 10 tháng 4 năm 2023). Theo đó, thành lập thị xã Thuận Thành và thành lập phường Trí Quả thuộc thị xã Thuận Thành trên cơ sở toàn bộ 5,54 km² diện tích tự nhiên, 10.633 người của xã Trí Quả.
Ngày 16 tháng 6 năm 2025, Ủy ban Thường vụ Quốc hội ban hành Nghị quyết số 1658/NQ-UBTVQH15 của UBTVQH về việc sắp xếp các đơn vị hành chính cấp xã của tỉnh Bắc Ninh năm 2025. Theo đó, sắp xếp toàn bộ diện tích tự nhiên, quy mô dân số của phường Thanh Khương, phường Trí Quả và xã Đình Tổ thành phường mới có tên gọi là phường Trí Quả.

## Địa chỉ trụ sở các cơ quan
- Trụ sở UBND phường: Tổ dân phố Khương Tự, phường Trí Quả
- Trung tâm phục vụ hành chính công: Tổ dân phố Khương Tự, phường Trí Quả
- Công an phường: Đường Tô Quyền, tổ dân phố Phương Quan, phường Trí Quả

## Giao thông
Phường Trí Quả có tỉnh lộ 283 chạy qua. Đoạn tỉnh lộ qua phường nằm giữa ngã tư Dâu và ngã ba Bút Tháp.

## Văn hóa

### Di tích
Chùa Dàn ở khu phố Phương Quan và Xuân Quan. Chùa thờ Pháp Điện (bà Dàn) trong Tứ Pháp nên chùa thuộc hệ thống chùa Tứ Pháp. Các di tích này đã được xếp hạng cấp quốc gia.

### Đặc sản
Khu phố Trà Lâm có nghề làm đậu phụ nổi tiếng. Đậu gù Trà Lâm có tiếng trong vùng được nhiều người biết đến.